# 토미 페이지
토미 페이지(Tommy Page, 1970년 5월 24일 ~ 2017년 3월 3일)는 미국의 가수였다.